# Скала-Подільський дуб
Скала-Подільський дуб — вікове дерево, ботанічна пам'ятка природи місцевого значення в Україні. Зростає поблизу селища Скала-Подільська Чортківського району Тернопільської області, у кв. 70, вид. 4 Скала-Подільського лісництва Чортківського держлісгоспу, в межах лісового урочища «Дача Скала-Подільська». 
Площа — 0,02 га. Оголошений об'єктом природно-заповідного фонду рішенням виконкому Тернопільської обласної ради № 645 від 13 грудня 1971 року. Перебуває у віданні Тернопільського обласного управління лісового господарства. 
Під охороною — дуб черещатий віком близько 300 років і діаметром 140 см. Має науково-пізнавальну та естетичну цінність.